# Arrondissement Vendôme
Arrondissement Vendôme (fr. Arrondissement de Vendôme) je správní územní jednotka ležící v departementu Loir-et-Cher a regionu Centre-Val de Loire ve Francii. Člení se dále na devět kantonů a 107 obcí.

## Kantony
- Droué
- Mondoubleau
- Montoire-sur-le-Loir
- Morée
- Saint-Amand-Longpré
- Savigny-sur-Braye
- Selommes
- Vendôme-1
- Vendôme-2